# Symfonie nr. 17 (Weinberg)
Mieczysław Weinberg voltooide zijn Symfonie nr. 17 "Herinnering" in 1984.
Deze zeventiende symfonie is de opening van een drieluik met Symfonie nr. 18 en nr. 19. De opening van dat drieluik is instrumentaal gecomponeerd in een klassieke vierdelige opzet. De vier delen:
- Allegro sostenuto
- Allegro molto
- Allegro moderato
- Andante

De symfonie werd voorafgegaan door een motto ontleend aan Anna Achmatova. Dat was destijds nog vrij link, aangezien die (net als Weinberg) in de ban gedaan werd in het antisemitische beleid van Jozef Stalin. Zij werd pas later gerehabiliteerd. Het motto (vertaald uit het Engels):
Mijn land, je hebt je kracht en vrijheid behouden
Maar het volk behoudt de herinnering aan de door vuur verbrande jaren van oorlog.
Orkestratie:
- 3 dwarsfluiten, 3 hobo’s, 4 klarinetten, 3 fagotten
- 4 hoorns, 3 trompetten, 3 trombones, 1 tuba
- pauken, 3 man/vrouw percussie, 1 harp, 1 celesta, piano, klavecimbel
- violen, altviolen, celli, contrabassen

Nr. 1 · Nr. 2 · Nr. 3 · Nr. 4 · Nr. 5 · Nr. 6 · Nr. 7 · Nr. 8 · Nr. 9 · Nr. 10 · Nr. 11 · Nr. 12 · Nr. 13 · Nr. 14 · Nr. 15 · Nr. 16 · Nr. 17 · Nr. 18 · Nr. 19 · Nr. 20 · Nr. 21 · Nr. 22